# HD 97658
Désignations
HD 97658 est une étoile naine orange située à une distance de ∼ 70,4 a.l. (∼ 21,6 pc) du Soleil, dans la constellation zodiacale du Lion. Elle est l’objet primaire d’un système planétaire dont l’unique objet secondaire connu est HD 97658 b, une planète de type super-Terre.

## HD 97658 b
HD 97658 b a été découverte en 2010 par la méthode des vitesses radiales à partir de données collectées à l'observatoire W. M. Keck avec le HIRES dans le cadre du Eta-Earth Survey.